# Wolfenstein: Youngblood
Wolfenstein: Youngblood est un jeu vidéo de tir à la première personne développé par MachineGames et Arkane Studios, et édité par Bethesda Softworks le 26 juillet 2019 sur PC, PlayStation 4, Xbox One et Nintendo Switch.

## Synopsis
L'histoire se déroule à Paris en 1980, dans une uchronie d'un monde parallèle où la France est occupée par le Troisième Reich. Le protagoniste des précédents opus de la série, B. J. Blazkowicz est porté disparu. Wolfenstein: Youngblood met en scène les filles de ce dernier, Jess et Soph, qui sont sur sa trace,.

## Système de jeu
Wolfenstein: Youngblood est un jeu de tir à la première personne dans lequel le joueur contrôle Jess ou Soph Blazkowicz. Le jeu peut être parcouru seul à l'aide d'un personnage contrôlé par l'IA, ou en coopération avec un deuxième joueur en ligne.

## Développement
Le jeu est annoncé lors de l'E3 2018. Il a été développé par les studios MachineGames en collaboration avec Arkane Studios basé à Lyon, qui a précédemment travaillé sur la série Dishonored.